# Ruine Niedergundelfingen
Die Ruine Niedergundelfingen ist die Ruine einer Gipfelburg auf dem 653 m ü. NN hohen Schlossberg,  einem Umlaufberg der Großen Lauter 800 Meter westlich der Burg Hohengundelfingen beim Ortsteil Gundelfingen der Gemeinde Münsingen im Landkreis Reutlingen in Baden-Württemberg.

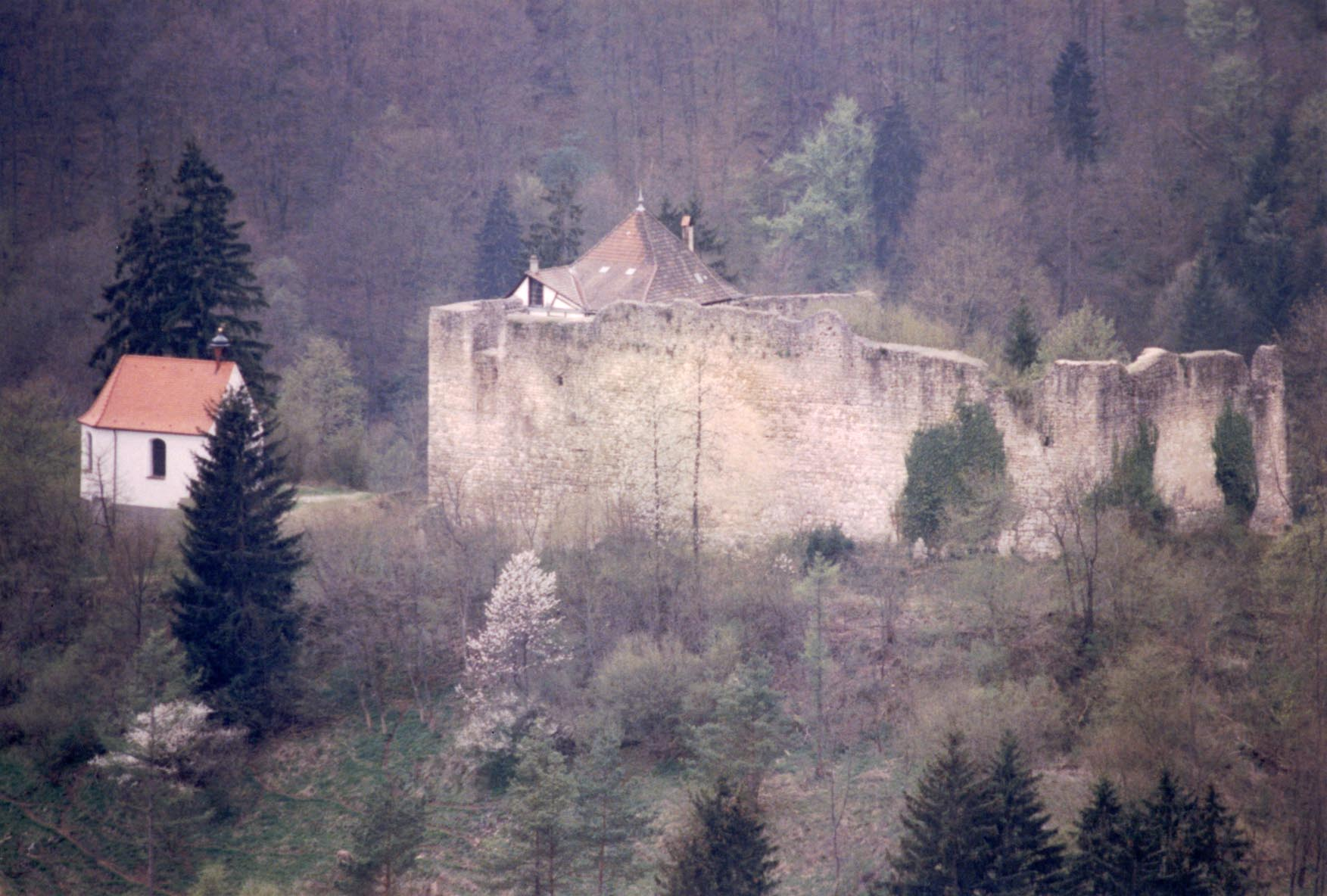
Ansicht der Nordostecke der Anlage, links die renovierte Burgkapelle

## Geschichte

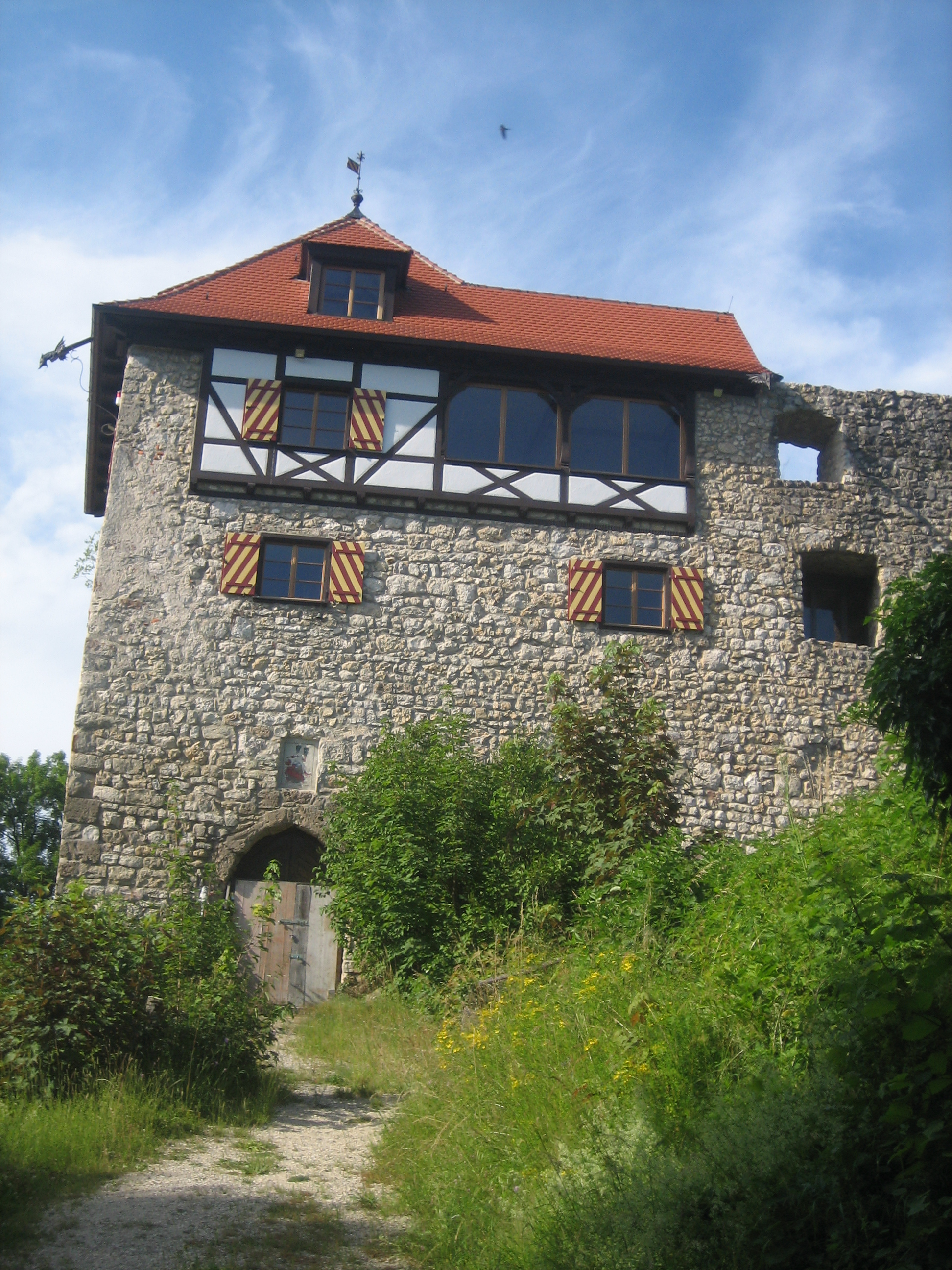
Ansicht von Süden (2016)

Vermutlich  entstand um 1080 die erste Burg als Stammsitz der Herren von Gundelfingen und wurde um 1250 von  dem Ritter Swigger IX. de Novogundelfing ausgebaut. 1264 und 1268 wurde Swigger von Neugundelfingen urkundlich erwähnt. Am 11. Februar 1407 verkaufte Friedrich III. die Besitzungen an Jörg von Woellwarth, der am 1. März 1409 an Wolf von Stein zu Klingenstein den Besitz verkaufte und noch vor 1617 ging der Besitz an Reichlin von Meldegg. Um 1700 gehörten zur Burg eine Kapelle, ein Backhaus, Scheuer und Stallungen sowie mehrere Wiesen, Äcker und Fischwasser. 1833 wurde die Burg von Baron Reichlin an Privat verkauft. Nach weiteren Besitzerwechseln erwarb Schulrat Freytag die Burg und errichtete eine Wohnung auf der Burgruine. Nach dem teilweisen Einsturz der Umfassungsmauer 1966 fand ein Wiederaufbau statt.

## Beschreibung
Die Burganlage, die über keinen für die Zeit typischen Bergfried verfügte, besteht aus einer rechteckigen Ringmauer, die von einer Zwingermauer umgeben war. Dem Eingang der Burg war eine Vorburg vorgelagert, von der noch Mauerreste erhalten sind.
Im Norden der Anlage lag der ursprüngliche Wohnbereich. Der Palas des Wohnbereichs verfügte über romanische Doppelfenster an der Nordwand. Eine gotische Torhalle, die über einen heute zugeschütteten Burggraben erreicht wurde, ist noch erhalten. Ebenso der Zisternenbrunnen im Inneren der Burg und der Keller an der Ostwand der Burgmauer. Wann die 1988 restaurierte Kapelle, die dem Heiligen St. Michael geweiht ist und 1715 als verfallen galt, entstand, ist nicht bekannt.